# 워드 커닝햄
하워드 커닝햄(영어: Howard G. Cunningham, 1949년 5월 26일 ~ )은 위키의 개념을 만든 미국의 컴퓨터 프로그래머이다.
그는 1995년에 Portland Pattern Repository라는 최초의 위키 사이트를 만들었다. 여전히 운영 중인 이 사이트는 "사람, 프로젝트, 패턴"을 위해 만들어진 것이며, "프로그래밍과 관련한 아이디어들의 비공식적인 역사"를 담고 있다. 예를 들어, 소프트웨어 개발을 위한 패턴 언어에 대한 정보라든지, extreme programming의 방법론 등을 담고 있는 사이트이다. 커닝햄 자신은 위키의 개념을 착안한 것이 1980년대 후반이었으며, 그 개념을 처음으로 구현한 것은 하이퍼카드 스택이었다고 말한다. 그는 하이퍼카드를 사용해서 매킨토시에서 작동하는 위키의 전신인 패턴브라우저라는 소프트웨어를 만들었다.
그는 Bo Leuf와 함께 The Wiki Way를 공동으로 집필했다.
워드 커닝햄은 커닝햄&커닝햄 사의 설립자이다. 그는 Wyatt Software 사의 개발 책임자로서 근무했었고, Tektronix Computer Research Laboratory에서 선임 연구원으로 일하기도 했다. 워드는 객체 지향 프로그래밍 방법론의 일종인 익스트림 프로그래밍에 관련된 업적으로 잘 알려져 있으며, 힐사이드 그룹의 설립자이기도 하다.
워드 커닝햄은 현재 인디애나주 미시간시티에 거주하고 있다.

## 비판

### 위키백과 관리자에 대한 감시미비
위키백과에서 위키백과 관리자들이 훨씬 편협적이고 악질적인 것으로 나타났다. 심지어 가짜 뉴스가 무려 수개월간 방치되었는데 고치기는 커녕 거짓 허위사실 편집자가 위키백과 관리자와 친하다는 이유로 위키백과 관리자가 가짜뉴스를 방치해버리는 사태가 지속적으로 일어나고 있다. 그래서 이게 뉴스로 다루어졌다. 이후 그 관리자와 동조자는 구속됐다. 하지만 아직도 위키백과 관리자들의 친목질과 악행이 벌어지고 있다. 나무위키 관리자도 마찬가지지만 위키백과 관리자는 특히 심한 편이다. 그래서 중화인민공화국의 경우 날조된 사실이 펴져서 아예 관리자의 갑질을 막기 위해서 위키 자체가 금지되었고 위키백과 관리자가 사형에 처해지기도 했다. 그러나 자신이 만든 위키는 여전히 위키백과 관리자에 대한 감시가 미비해 사실상 위키를 폐쇄해야 한다는 여론이 들끓고 있다.

## 같이 보기
- 위키위키웹